# Sarajevska mljekara Milkos
Sarajevska mljekara Milkos, mljekara u Sarajevu kojom su udareni temelji mljekarstva u tom kraju. Osnovana je kao Centralna mljekara Sarajevo. Izgrađena je uz pripomoć Međunarodnog fonda za pomoć djeci. Izgrađena je 1953. godine. Bila je kapaciteta 50.000 litara mlijeka, što je onda bilo i više nego dovoljno. U povećani kapacitet uračunat je porast stanovništva u usporedbi s ondašnjih 160.000. Morali su se snalaziti s dobavom mlijeka, jer nije bilo nikakva iskustva oko otkupa i prodaje mlijeka, a prije rata nije bilo nikakve mljekare s potrebnim strojevima za pasterizaciju i hlađenje mlijeka. Tradicija u mljekarstvu u BiH bila je nikakva.
Mljekara je bila predviđena kao pomoć djeci Sarajeva u poraću. Osnovana je kao samostalno poduzeće,  pa je bila u sastavu IPK Sarajevo, te mnogo godina članica poslovnog sustava UPI Sarajevo. Dobro je poslovala sve do velikosrpske agresije na Sarajevo i opsade Sarajeva, nakon čega je pala u krizu iz koje je izašla tek 2004. godine, kad je kvalitetno privatizirana. Do 2007. godine pogoni su joj bili na Pofalićima, preko puta Tvornice duhana Sarajevo. S obzirom na blizinu gradskog središta, gustoću prometa, kakvoću opskrbe i dostave, trebalo je premjestiti proizvodnju. Uprava je odlučila preseliti pogone u industrijsku zonu u Hadžićima te značajno automatizirati proizvodnju. Za potrebe Društva Sarajevske mljekare Milkos, 2008. Milkos i Teloptic su podignuli najsuvremeniju i najopremljeniju farmu na Balkanu - farmu "Spreča" u Kalesiji. Pokriva trećinu potreba Milkosa, a ostatak pokrivaju kooperanti.